# Ita Ever
Ita Ever, nata Ilse Ever (in russo Ита Альфредовна Эвер?, Ita Al'fredovna Ėver; Paide, 1º aprile 1931 – Tallinn, 9 agosto 2023), è stata un'attrice estone, fino al 1991 sovietica.

## Biografia
Nata a Paide, all'epoca nell'Unione Sovietica, il 1º aprile 1931, si diplomò presso l'Università russa di arti teatrali. Nel 1953 cominciò a recitare in alcune opere teatrali, soprattutto estoni e russe. Negli anni seguenti apparve anche in numerosi film televisivi e lungometraggi.
Il ruolo che la fece conoscere al pubblico sovietico fu soprattutto quello di Miss Marple nella pellicola del 1983 intitolata Tajna 'Čёrnych drozdov', adattamento cinematografico russo del romanzo Polvere negli occhi scritto da Agatha Christie.
Ita Ever morì il 9 agosto 2023, all'età di 92 anni.

## Filmografia
- Andruse õnn, regia di Gerbert Moricevič Rappaport (1955)
- Tagahoovis, regia di Victor Nevežin (1956)
- Juunikuu päevad, regia di Kaljo Kiisk e Viktor Nevežin (1957)
- Ühe katuse all, regia di Igor' El'cov (1963)
- Mis juhtus Andres Lapeteusega, regia di Grigorij Ermovič Kromanov (1966)
- Kevade, regia di Arvo Kruusement (1969)
- Vozvraščenie k žizni (Возвращение к жизни), regia di Vladimir Pavlovič Basov (1972)
- Väike reekviem suupillile, regia di Veljo Käsper (1972)
- Tuli öös, regia di Valdur Himbek (1973)
- Tavatu lugu, regia di Kalju Komissarov (1973)
- Aeg elada, aeg armastada, regia di Veljo Käsper (1976)
- Reigi õpetaja, regia di Jüri Müür (1977)
- Surma hinda küsi surnutelt, regia di Kaljo Kiisk (1977)
- Naine kütab sauna, regia di Arvo Kruusement (1978)
- Külaline, regia di Elo Tust (1979)
- Kõrboja peremees, regia di Leida Laius (1979)
- Karge meri, regia di Arvo Kruusement (1981)
- Nukitsamees, regia di Helle Karis (1981)
- Kaks päeva Viktor Kingissepa elust, regia di Tõnis Kask (1981)
- Tajna 'Čёrnych drozdov' (Тайна «Чёрных дроздов»), regia di Vadim Derbenёv (1983)
- Kaks paari ja üksindus, regia di Tõnis Kask (1984)
- "Tants aurukatla ümber", regia di Peeter Simm (1987)
- Varastatud kohtumine, regia di Leida Laius (1988)
- Doktor Stockmann, regia di Mikk Mikiver (1988)
- Regina, regia di Kaljo Kiisk (1990)
- Sügis, regia di Arvo Kruusement (1990)
- Luukas, regia di Tõnu Virve (1992)
- Saatana pisar, regia di Marek Piestrak (1993)
- Surnumatja, regia di Annaleena Piel Linna (2005)
- Kõrini!, regia di Peeter Simm (2005)
- Vana daami visiit, regia di Roman Baskin (2006)
- Pimedad aknad, regia di Tõnis Kask (2008)
- A Lady in Paris (Une estonienne à Paris) (Eestlanna Pariisis), regia di Ilmar Raag (2012)
- Elavad pildid, regia di Hardi Volmer (2013)
- Õnn tuleb magades, regia di Mark Kivastik (2016)
- Salmonid. 25 aastat hiljem, regia di Toomas Kirss (2020)

## Onorificenze
- Artista del popolo della RSS Estone (1973)